# Marcel Gitton
Marcel Gitton, né le 20 avril 1903 à Versailles et mort le 5 septembre 1941 à Paris, de son vrai nom Marcel Giroux, est un homme politique français.
Député du Parti communiste (SFIC) au début de la Seconde Guerre mondiale, il fait partie des hommes politiques communistes qui contestent la ligne officielle du parti dans les années 1939-1940 à la suite du pacte germano-soviétique. Il participe à la fondation du Parti ouvrier et paysan français, formation collaborationniste, et est assassiné le 5 septembre 1941 par le militant communiste Marcel Cretagne.

## Député communiste
Issu d'une famille ouvrière, sa mère se sépara de son premier mari pour suivre un maçon syndicaliste et anarchiste avec qui elle eut trois enfants, dont Marcel, qui portait le nom du premier mari de sa mère (Giroux), le divorce n'étant pas encore prononcé au moment de sa naissance. Marcel travaille comme son père dans le bâtiment dès 1915. Avant le congrès de Tours de 1920, Marcel Gitton milite au sein de la Jeunesse socialiste et de la CGT. Au congrès de Tours, il vote l'adhésion au Parti communiste français, et devient rapidement un dirigeant de la Jeunesse communiste et de la CGTU.
Après son service militaire, en 1924, il est particulièrement actif dans la reconstruction locale du PCF, en pleine hémorragie d'adhérents. Mais c'est d'abord au sein de la CGTU qu'il fait ses armes de responsable : il est secrétaire du syndicat du bâtiment à Versailles, puis membre de la commission exécutive de la fédération du bâtiment, secrétaire régional de la CGTU dès 1926, et devient permanent syndical en 1928 avec la fonction officielle de trésorier de la fédération du bâtiment, mais une influence bien plus grande. En 1929, il sera élu à la commission exécutive confédérale.
Marcel Gitton est choisi pour entrer, alors qu'il est encore très jeune et comme beaucoup de "nouveaux" dirigeants communistes français poussés par Moscou, dans les instances dirigeantes du Parti communiste : au comité central en 1928, il assiste régulièrement dès l'année suivante aux réunions du bureau politique dont il devient officiellement membre en 1932. En septembre 1929, il avait investi avec un groupe de militants du bâtiment les locaux du journal L'Humanité, pour faire partir son rédacteur en chef et installer Florimond Bonte à la place de ce dernier. Le 3 septembre, le Bureau politique avalisait ce changement qu'il situait dans le cadre du « travail d'épuration entrepris dès le lendemain du VIe congrès mondial ». 
Après avoir été responsable du travail syndical, puis de la commission des cadres, il atteint en 1936 le poste de secrétaire à l'organisation et est élu député de la Seine en mai 1936. À la Chambre, il se fait connaître pour des attaques très vives contre Édouard Daladier, qui lui en tiendra longtemps rigueur. Il participe avec les autres principaux dirigeants communistes au film La vie est à nous de Jean Renoir (1936). Marcel Gitton applique la ligne du PCF jusqu'à la Seconde Guerre mondiale.
Entre 1936 et 1939, son rôle au sein du parti et son activité sont sujets à interrogations. Laissant de plus en plus les tâches matérielles à Félix Cadras, il aurait multiplié les liens avec l'appareil d'État, et notamment les hauts cadres du ministère de l'Intérieur et de la Police[réf. nécessaire]. L'historien Pascal Ory indique qu'« une confidence du préfet de police Langeron à son frère en loge Albert Bayet apprit au PCF que Gitton était en fait devenu un agent de renseignement de la police française ».

## Le Pacte germano-soviétique et la Collaboration

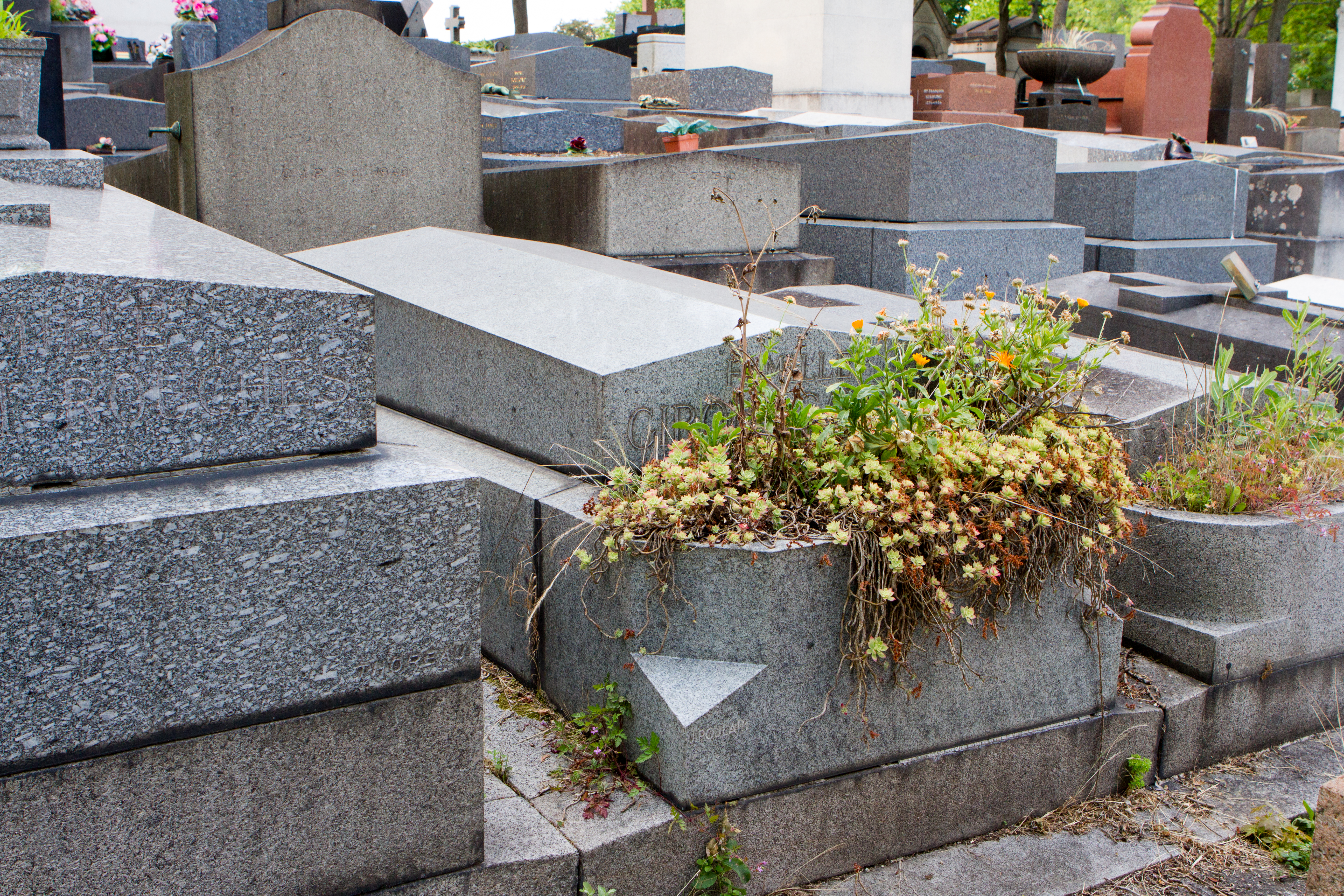
Sépulture au cimetière du Père-Lachaise.

La signature du Pacte germano-soviétique, signé le 23 août 1939, surprit les militants communistes. L'attitude de Marcel Gitton dans cette période est très tortueuse. Il défend fermement la position du PCUS pendant l'été, alors qu'il est mobilisé. Lorsqu'il rentre à Paris, en novembre 1939, il est déjà remplacé dans la direction semi-clandestine du parti et a les plus grandes difficultés à entrer en contact avec elle. À la fin du mois, la presse annonce qu'au cours d'une permission, il s'est rendu au commissariat de police des Lilas où il aurait déclaré qu'il ne se « considérait plus comme faisant partie du groupe des députés communistes à la Chambre...» . La version du Parti selon laquelle Gitton aurait été un indicateur de police n'est pas retenue par l'historien Guillaume Bourgeois.
Dans cette période de la drôle de guerre, alors que la direction du PCF suit la ligne fixée par le Komintern depuis la signature du Pacte germano-soviétique qui est de condamner la « guerre impérialiste » et justifie l'invasion de la Pologne puis l'agression de la Finlande par l'U.R.S.S., Marcel Gitton fait partie du groupe de députés et d'hommes politiques qui désapprouvent publiquement la politique des dirigeants du PCF. Alors que Jacques Duclos le désigne comme « traître », certains députés mécontents le considèrent comme le véritable Secrétaire général du Parti. Il n'a alors vraisemblablement aucun contact avec Marcel Capron et ce n'est qu'après avoir été déchu de son mandat de député en janvier 1940 et avoir été démobilisé qu'il prend contact avec les députés communistes « dissidents » et notamment Sulpice Dewez. Il rencontre aussi Jacques Doriot mais n'adhère pas au PPF. 
Sous l'Occupation, il explique publiquement en octobre 1940 pourquoi il a quitté le PCF et prône à la fois la collaboration franco-allemande et le rassemblement pour la Révolution nationale. Il collabore dans la foulée au Cri du peuple et à L'Émancipation nationale, journaux du PPF de Doriot, lui aussi ancien dirigeant communiste, devenu fasciste et farouchement anticommuniste et prend la parole à un congrès de ce parti en mai 1941. 
Il cherche alors à convaincre de la nécessité d'obtenir la libération des communistes emprisonnés par Édouard Daladier, puis par Vichy,. Rapidement, les prises de position de Gitton expriment un reniement de son passé militant avec une tonalité antisémite. 
Il cherche à réunir les éléments du PC entrés en dissidence afin de les orienter vers la Révolution nationale. Il prend ainsi contact avec d'autres parlementaires communistes dissidents comme Marcel Capron, André Parsal et Jean-Marie Clamamus, et participe à la fondation du Parti ouvrier et paysan français en juin 1941. L'essentiel de l'action du nouveau parti consiste à faire pression auprès des autorités de Vichy pour obtenir la libération des cadres autrefois membres du Parti communiste français et obtenir leur ralliement. Des internés de centres d'internement, notamment le camp de Choisel à Châteaubriant, Aincourt et Clairvaux, ont été libérés, l'opération bénéficiant de la complicité des autorités allemandes.
Après l'invasion de l'URSS par l'Allemagne en juin 1941 et l'entrée du PCF clandestin dans la lutte armée, Gitton consacre l'essentiel de son action à rallier les communistes hostiles à la lutte armée.
Marcel Gitton est assassiné le 5 septembre 1941 dans une rue des Lilas par Marcel Cretagne, membre du détachement Valmy, groupe d'action sous la direction du Parti communiste visant notamment à exécuter les « traîtres ». Des Lilas, Marcel Gitton est transporté d'urgence à l'hôpital Tenon  dans le 20e arrondissement de Paris où il meurt dans l'après-midi. Le tout-Paris de la Collaboration, présent à ses obsèques au cimetière du Père-Lachaise (97e division), s'empresse de faire de Gitton son martyr et de capter le prestige éphémère de son activité. Ainsi, Le Cri du peuple du 12 septembre n'évoque même pas sa qualité de secrétaire général du POPF.